# 蘭島物語：少女的約定
《蘭島物語：少女的約定》是由香港工作室Circle Entertainment製作的恋爱题材养成游戏，2007年登陆对应Windows平台。游戏玩法类似《美少女夢工場》。
2009年，PlayStation Portable移植版面世，邀请日本配音演员为角色配音。该版本由Arc System Works在日本发行，及后推出中文版。《Fami通》为PlayStation Portable版打出29/40分。
2019年，《蘭島物語：少女的約定 復刻版》上架Steam商店；次年，游戏登录任天堂Switch平台。